# Исповедь содержанки
«Исповедь содержанки» — российский художественный фильм 1992 года совместного производства России и Нидерландов. Режиссёр — Борис Григорьев.

## Сюжет
Мария приезжает в Москву поступать во ВГИК, но это оканчивается неудачей. Возвращаться домой стыдно, она решает остаться. Её постигает судьба всех подобных провинциальных неудачниц — её пытаются использовать все попадающиеся на пути — сперва её пытается изнасиловать кавказец, далее — все прочие знакомцы. Но тут она встречает Вадима.
Вадим работал во Внешторге, но во время Перестройки остался на Западе и организовал там своё предприятие. Мария становится его любовницей, живёт в России и является его партнером по бизнесу. Мария влюблена в Вадима, хоть и считается его «содержанкой».
Вскоре Вадим попадает в заложники бандитам, которые требуют за него солидный выкуп — 100 000 долларов. Он поручает собрать деньги Марии и та приступает к поискам. Сперва она обращается к его знакомым-бизнесменам, но те дают только 10 000 долларов, далее — Мария обращается в милицию, которая предлагает вступить в переговоры с бандитами, предлагая им разные условия. В итоге достигнута договорённость что она отдаст тем собранные 96 000 долларов, столкнув сумку с балкона, при этом в её квартире устраивается засада, но операция из-за случайности (появление патрульной машины) сорвана.

## В ролях
- Марина Зудина — Мария Смирнова, провинциальная содержанка
- Михаил Жигалов — Шмельков Алексей Платонович, следователь, подполковник милиции
- Людмила Нильская — Дина Петровна Козина, первая жена Вадима
- Всеволод Ларионов — Майкл Кейтон, английский дипломат
- Игорь Янковский — Вадим, бизнесмен, бывший дипломатический работник
- Игорь Дмитриев — Лурье
- Игорь Кашинцев — полковник милиции, начальник следственного отдела
- Виктор Косых — Кожанов Андрей, жокей
- Тимофей Фёдоров — Кононов
- Валерий Гончар — Тяпа, Востряков Владлен Владленович, рецидивист
- Александр Грунда

## Съёмочная группа
- Автор сценария: Александра Свиридова
- Режиссёр: Борис Григорьев
- Оператор: Вадим Семеновых

В фильме прослеживается связь с другими фильмами Бориса Григорьева — «Петровка, 38» и «Огарева, 6». В частности, звучит та же музыка, подбор артистов (Михаил Жигалов и Людмила Нильская играли в фильме «Петровка, 38», Всеволод Ларионов — «Огарева, 6»). В одном из эпизодов, когда подполковник Шмельков, сыгранный Михаилом Жигаловым, сидит с Марией в её квартире в ожидании звонка бандитов, по телевизору показывают фильм, «Петровка, 38» — эпизод преследования угнавшего такси бандита «Сударя», сыгранного Михаилом Жигаловым.